# R.Y.U.S.E.I.
《R.Y.U.S.E.I.》（流星）是日本音樂團體第三代J Soul Brothers的第13張單曲。於2014年6月25日由rhythm zone發售。

## 概要
- 《R.Y.U.S.E.I.》是第三代J Soul Brothers以「春夏秋冬」四季為主題而發行的第二作，夏季風格的單曲。
- A面曲《R.Y.U.S.E.I.》為TCK（東京城市賽馬）2014年的活動歌曲
- B面曲《Summer Dreams Come True》是品牌Samantha Tiara & Samantha Thavasa 「Samantha Jewelry」的電視廣告歌曲。
- B面曲《Wedding Bell 〜美好的人生〜》是知名婚禮雜誌ZEXY的宣傳歌曲。
- 此單曲有2個版本，分別有「CD+DVD」和「CD ONLY」。「CD+DVD」收錄了《R.Y.U.S.E.I.》的Music Video。
- 與DVD「第三代 J Soul Brothers LIVE TOUR 2014 "BLUE IMPACT"」同時發行。
- 在7月7日於公信榜单曲週排行榜取得第1位，成為第三代J Soul Brothers出道以來第2張公信榜每周銷量排名第一的單曲。
- 在第56屆日本唱片大獎獲得「優秀作品獎」及「最優秀作品獎」，同年年末在第65回NHK紅白歌合戰演唱其歌曲。

## 收錄曲目

### CD
1. R.Y.U.S.E.I.
（作詞：STY　作曲：STY、Maozon）
2. Summer Dreams Come True
（作詞：小竹正人　作曲：FAST LANE、Eric Lidbom）
3. Wedding Bell 〜美好的人生〜（Wedding Bell 〜素晴らしきかな人生〜）
（作詞：小竹正人　作曲、編曲：h-wonder、ストリングスアレンジ：真部裕）
4. R.Y.U.S.E.I.（Instrumental）
5. Summer Dreams Come True（Instrumental）
6. Wedding Bell 〜美好的人生〜（Instrumental）

### DVD
1. R.Y.U.S.E.I.（Music Video）